# Le Bosc-Roger-en-Roumois
 Le Bosc-Roger-en-Roumois  là một xã thuộc tỉnh Eure trong vùng Normandie miền bắc nước Pháp.

### Huy hiệu
| Arms of Le Bosc-Roger-en-Roumois | The arms of Le Bosc-Roger-en-Roumois are blazoned: Gules, 3 mullets pierced, on a chief argent a lion passant sable. |